# Ichneumon versabilis
Ichneumon versabilis är en stekelart som beskrevs av Cresson 1877. Ichneumon versabilis ingår i släktet Ichneumon och familjen brokparasitsteklar. Inga underarter finns listade i Catalogue of Life.